# (22654) 1998 QA5
(22654) 1998 QA5 es un asteroide perteneciente al cinturón de asteroides, descubierto el 22 de agosto de 1998 por el equipo del Beijing Schmidt CCD Asteroid Program desde la Estación Xinglong, Hebei, China.

## Designación y nombre
Designado provisionalmente como 1998 QA5.

## Características orbitales
1998 QA5 está situado a una distancia media del Sol de 2,406 ua, pudiendo alejarse hasta 2,615 ua y acercarse hasta 2,198 ua. Su excentricidad es 0,087 y la inclinación orbital 6,135 grados. Emplea 1363,53 días en completar una órbita alrededor del Sol.

## Características físicas
La magnitud absoluta de 1998 QA5 es 15,04. 